# Charles Austin Beard
Charles Austin Beard (27. listopadu 1874 Knightstown – 1. září 1948 New Haven) byl americký historik a politolog liberální a progresivistické orientace. Byl profesorem historie na Kolumbijské univerzitě, kde v roce 1904 též získal doktorát. Ve svých pracích radikálně přehodnotil roli otců zakladatelů Spojených států. Tvrdil, že byli motivováni spíše ekonomickými zájmy než filozofickými principy. Tento koncept rozvinul zejména ve své knize An Economic Interpretation of the Constitution of the United States (1913). Stala se předmětem velké kontroverze. Nicméně jeho pověst utrpěla hlavně během studené války, kdy většina amerických historiků upustila od předpokladu třídního konfliktu. Historik Richard Hofstadter v roce 1968 konstatoval: „Dnes stojí Beardova pověst jako impozantní troska v krajině americké historiografie. To, co kdysi bývalo nejvelkolepějším domem v provincii, je nyní ruinou.“
Krom dějin Spojených států se zajímal i o správní a politické systémy Japonska nebo Jugoslávie. V roce 1917 odešel z Kolumbijské univerzity na protest proti propuštění několika členů fakulty na základě obvinění z neloajality a podvratné činnosti. V roce 1919 se pak stal spoluzakladatelem New School for Social Research v New Yorku. V roce 1933 se stal prezidentem Americké asociace historiků (American Historical Association). V závěru života se stal kritikem zahraniční politiky Franklina D. Roosevelta, zastával izolacionistická stanoviska a odmítal válku s Japonskem. To po válce přispělo ke ztrátě jeho vlivu. Jeho manželka Mary Ritterová Beardová byla rovněž významnou historičkou, uspořádali spolu syntentické dílo The Rise of American Civilization.